# Hesitant Alien
Hesitant Alien (рус. Нерешительный пришелец) — дебютный сольный альбом Джерарда Уэя, участника альтернативной рок-группы My Chemical Romance, выпущен был в Великобритании 29 сентября, 2014. Альбом был анонсирован ещё в мае 2014 года, хотя демозаписи песен «Zero Zero» и «Millions» записаны ещё в 2012. Продюсер альбома — Даг Маккин, известный по ряду работ с Робом Кавалло, который в свою очередь работал с My Chemical Romance.

## Об альбоме
22 марта 2013 года, My Chemical Romance распались, группа решила выпустить альбом с их лучшими хитами May Death Never Stop You годом позже, после этого Джерард Уэй подписал контракт с лейблом Warner Bros. Records и объявил о начале сольной карьеры, начав с релиза сингла «Action Cat», а затем и «Millions».
Hesitant Alien был выпущен 29 сентября в Великобритании, а днём позже в США и по всему миру, предзаказы на альбом стартовали ещё в августе, в них входили — CD или винил, футболка c надписью «Warm and Fuzzy» и журнал специально для предзаказавших. На Record Store Day 2016, Джерард выпустил два эксклюзивных, не вошедших в релиз трека с альбома Hesitant Alien — «Don't Try» и «Pinkish».
Альбом получил в основном положительные отзывы, Дэвид Маклафлин из журнала Rock Sound заявил, что некоторые песни из альбома — лучшие, что написал Уэй, сам же альбом он отметил как альтернативный, и что это нечто другое, непохожее на My Chemical Romance.

## Список песен
| №   | Название                | Автор(ы)             | Длительность |
| --- | ----------------------- | -------------------- | ------------ |
| 1.  | «The Bureau»            | Джерард Уэй          | 2:38         |
| 2.  | «Action Cat»            | Уэй                  | 3:07         |
| 3.  | «No Shows»              | Уэй, Ян Фаулз        | 4:12         |
| 4.  | «Brother»               | Уэй                  | 4:31         |
| 5.  | «Millions»              | Уэй, Джеймс Дьюис    | 3:28         |
| 6.  | «Zero Zero»             | Уэй                  | 2:49         |
| 7.  | «Juarez»                | Уэй, Фаулз, Дон Блум | 2:50         |
| 8.  | «Drugstore Perfume»     | Уэй                  | 4:50         |
| 9.  | «Get the Gang Together» | Уэй, Блум            | 3:40         |
| 10. | «How It's Going to Be»  | Уэй, Джейми Муоберак | 3:44         |
| 11. | «Maya the Psychic»      | Уэй                  | 3:02         |

| №   | Название                  | Автор(ы) | Длительность |
| --- | ------------------------- | -------- | ------------ |
| 12. | «Television All the Time» | Уэй      | 3:34         |

| №   | Название                      | Автор(ы)                          | Длительность |
| --- | ----------------------------- | --------------------------------- | ------------ |
| 13. | «Don't Try»                   | Джерард Уэй, Майки Уэй            |              |
| 14. | «Pinkish»                     | Уэй                               |              |
| 15. | «Baby You're A Haunted House» | Д. Уэй, М. Уэй, Даг Маккин        | 2:46         |
| 16. | «Getting Down the Germs»      | Уэй, Маккин, Сара Эндон, Рэй Торо | 4:51         |

## Участники при создании альбома

### Участники записи
- Джерард Уэй — основной вокал, ритм-гитара, перкуссия, бас-гитара в «The Bureau» и «No Shows», клавишные в «How It's Going to Be»
- Ян Фаулз — гитара, перкуссия в «Get the Gang Together», ритм-гитара в «Baby You're A Haunted House»
- Мэтт Горни — бас-гитара, пианино в «The Bureau», все гитары в «Brother», бэк-вокал в «Millions», перкуссия в «Get the Gang Together»
- Джаррод Александер — ударные, перкуссия
- Джейми Муоберак — клавишные, бэк-вокал
- Джеймс Дьюис — клавишные, бэк-вокал

### Другие музыканты участвующие в записи
- Джейсон Фриз — валторна в «No Shows» и «Get the Gang Together»
- Том Расуло — перкуссия в «Action Cat», ударные в «Baby You're A Haunted House» и «Getting Down the Germs»
- Майки Уэй — бэк-вокал в «Millions», бас-гитара в «Baby You're A Haunted House»
- Сабина Олаг — разговоры в «Juarez»

## Чарты
| Чарты (2014)                      | Позиция |
| --------------------------------- | ------- |
| Австралия (ARIA)                  | 29      |
| Ирландия (IRMA)                   | 17      |
| Новая Зеландия (RMNZ)             | 37      |
| Шотландия (Scottish Albums Chart) | 13      |
| Великобритания (UK Albums Chart)  | 14      |
| UK Rock Albums                    | 1       |
| U.S. Billboard 200                | 16      |
| U.S. Billboard Alternative Albums | 1       |
| U.S. Billboard Top Rock Albums    | 4       |